# Paul Phélypeaux de Pontchartrain

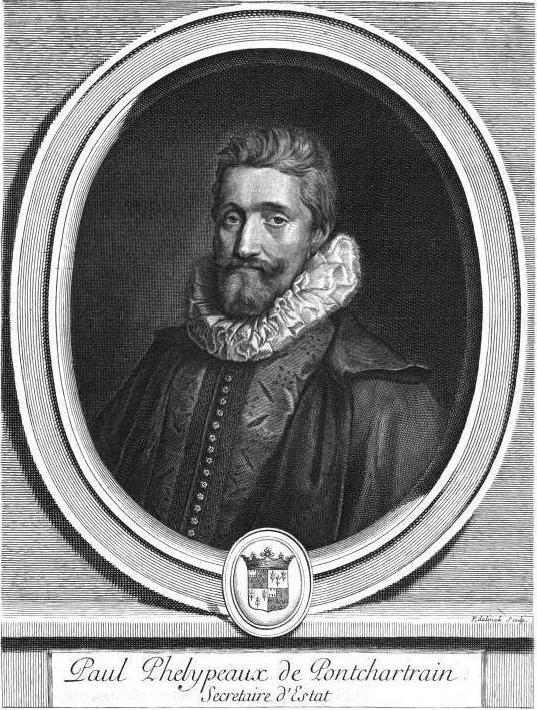
Paul Phelypeaux de Pontchartrain, Secretaire d’Estat, Gravur von Gérard Edelinck, 1696

Paul Phélypeaux, Seigneur de Pontchartrain et de Villesavin (* 1569 in Blois; † 21. Oktober 1621 in Castelsarrasin), war ein französischer Staatsmann. Er diente sowohl, Heinrich IV., als auch seiner Witwe Maria de’ Medici und beider Sohn Ludwig XIII. in der Zeit Hugenottenaufstände. Er war einer der Unterhändler des Vertrags von Loudun im Jahr 1616 und des Vertrags von Angoulême 1621.

## Herkunft
Paul Phélypeaux ist der Sohn von Louis Phélypeaux, Seigneur de La Cave et de La Vrillère, und Radegonde Garrault, und Bruder von Raymond Phélypeaux d’Herbault und Suzanne Phélypeaux, der Ehefrau von Paul Ardier.

## Politische Karriere
Am 3. März 1583 wurde Paul Phélypeaux Secrétaire ordinaire de la Chambre du Roi bei König Heinrich III. 1588, im Alter von 19 Jahren, trat er in den Dienst des Ministers Louis de Revol, um Verwaltung zu lernen. Nach dem Tod Heinrichs III. im Jahr 1589 arbeitete Phélypeaux weiter für Revol, der vom neuen König Heinrich IV. als Secrétaire d’État eingesetzt wurde; am 22. April 1591 erhielt Phélypeaux die Vollmacht, in Finanzsachen zu unterzeichnen. Am 15. Juli 1591 wurde er zum Sekretär des Königs ernannt.
Als Revol 1594 starb, blieb Paul Phélypeaux unter dessen Nachfolger Villeroy, im Amt. Die Familien Phélypeaux und Villeroy wurden später durch Heirat miteinander verbunden, als Villeroys Enkel Henri Phélypeaux’ Nichte Marie, die Tochter seines Bruders Raymond, heiratete. Die Verbindung zwischen den beiden Familien blieb bis in die Regierungszeit Ludwigs XIV. bestehen.
Ab 1600 war Paul Phélypeaux Secrétaire des Commandements der Königin Maria de’ Medici und nicht zuletzt aufgrund ihrer Wertschätzung ernannte Heinrich IV. ihn am 16. April 1610, nach dem Rücktritt von Pierre Forget de Fresnes, zum Secrétaire d’État aux ceux de la religion prétendue réformée, d. h. zum Staatssekretär für protestantische Angelegenheiten, am 21. April trat er das Amt an. Wenige Wochen später, am 14. Mai, wurde Heinrich IV. ermordet.
Paul Phélypeaux blieb Minister während der Regentschaft der Königinwitwe. In dieser Zeit voller Intrigen war er ein seltenes Beispiel für einen Politiker, der nur an die Interessen des Staates und niemals an seinen persönlichen Vorteil dachte. In den religiösen Streitigkeiten, die weiterhin den Frieden im Königreichs bedrohten, verfolgte Phélypeaux einen pragmatischen Ansatz und versuchte, die Leidenschaften auf beiden Seiten zu besänftigen. Er war einer der fünf Abgesandten, die der junge König Ludwig XIII. 1616 zu den Verhandlungen über den Vertrag von Loudun schickte, der am 3. Mai 1616 zwischen der Regentin und dem Prince de Condé abgeschlossen wurde.
Er behielt sein Amt auch nach dem Mord an Concino Concini am 24. April 1617 und der Entfernung der Königinmutter aus der Regentschaft. Im Jahr 1617 trug er zur Versammlung der Notabeln in Rouen bei. Spätestens ab 1618 beschäftigte er seinen Neffen, Paul II. Ardier, als Gehilfen. An den Verhandlungen zum Vertrag von Angoulême vom 30. April 1619, der Ludwig XIII. mit seiner Mutter versöhnte, hatte er einen bedeutenden Anteil.
Als 1621 der Erste Hugenottenaufstand ausbrach, begleitete Paul Phélypeaux den König auf dessen Feldzug zur Unterwerfung der befestigten Plätze der Protestanten. Bei der Belagerung von Montauban erkrankte er so schwer, dass man ihn ins 20 Kilometer westlich gelegene Castelsarrasin transportierte, wo er am 12. Oktober 1621 starb. Sein Leichnam wurde nach Paris gebracht und von seiner Witwe in der Pariser Kirche Saint-Germain-l’Auxerrois in der Kapelle des Heiligen Laurentius beigesetzt.
Im Februar 1609 hatte er für 49.000 Livres von Antoine de Buade die Herrschaft Pontchartrain in der Nähe von Montfort-l’Amaury erworben. Im Jahr 1614 kaufte er das Lehen Godemaire in Cheval-Mort und am 14. November 1616 die Mühle von Chennevières und Land in Chambord.

## Ehe und Familie
Paul Phélypeaux heiratete am 11. Juni 1605 Anne de Beauharnais († 20. Januar 1653), Tochter von François I. de Beauharnais und Madeleine (alias Anne) de Bourdineau. Ihre Kinder waren:
- Louis I. (* 1613; † 30. April 1685), Seigneur de Pontchartrain, Secrétaire d’État; ⚭ 1639 Marie Suzanne Talon († 1. Oktober 1653), Tochter von Jacques Talon, Conseiller d’État, und Catherine Gueffier
- Marie († 15. April 1670); ⚭ Anne Mangot († 10. Juni 1665), Seigneur de Villarceaux, Sohn von Claude Mangot, Siegelbewahrer von Frankreich
- Claude († 11. Mai 1682); ⚭ Pierre de Hodicq, Comte de Marly-la-Ville
- Charlotte; ⚭ Louis (alias Claude) Frère (* 1610; † 1643), Seigneur de Crolles, Premier Président au Parlement de Grenoble

Die persönlichen Papiere von Paul de Pontchartrain und seiner Familie werden in den Archives nationales unter der Signatur 257AP aufbewahrt.

## Ein Fundstück
Seine auf das Jahr 1610 datierte Bronzebüste, die Francesco Bordoni (1574–1654) zugeschrieben wird, von Gérard Edelinck um 1696 als Stich reproduziert wurde und die sein Enkel Louis II. Phélypeaux de Pontchartrain  nach 1689 nach Ponchartrain bringen ließ, wurde „auf einem banalen Möbelstück im Stil Louis XIII.“ bei einer Privatperson durch den Zufall einer Inventur wiedergefunden; sie wurde am 20. November 2019 bei Drouot-Richelieu für 3.048.000 Euro versteigert.